# Izvoare scrise despre români
Primele izvoare scrise referitoare la populația românească au apărut în documentele medievale din secolele VII-VIII.

## Izvoare medievale timpurii
| An                  | Informație |
| ------------------- | --- |
| Secolul al VII-lea  | Tratatul militar bizantin Strategikon, scris de împăratul Mauriciu - denumește, pentru prima data populația de la nord de Dunăre cu termenul de "romani" |
| Secolul al IX-lea   | geograful Anania din Shirak - Geografia - numește "țara necunoscută ce-i zic Balakh" |
| 980                 | Un document imperial emis de către Vasile II Macedoneanul se referă la poporul român folosind numele de "vlahi". |
| 1020                | Un alt document imperial emis de către Vasile II Macedoneanul se referă la poporul român. |
| Secolul al XI-lea   | Kekaumenos, în Sfaturile și povestirile lui Kekaumenos îi menționează pe vlahii sud-dunăreni care trăiau în apropierea Dunării și a râului numit pe atunci Saos (Sava). |
| Secolul al XI-lea   | Gardizi, geograf persan în lucrarea Podoaba istoriilor, referindu-se la români, îi plasează între slavi (bulgari), ruși și unguri, într-un spațiu cuprins între Dunăre și un "munte mare", probabil Munții Carpați. De asemenea, menționează informații despre originea poporului român. |
| 1113                | În Cronica lui Nestor este scris că „când volochi (vlahii) au atacat slavii de la Dunăre și s-au așezat printre ei și i-au asuprit, slavii au plecat și s-au așezat pe Vistula, sub numele de Leshi. Maghiarii i-au alungat pe vlahi și au luat pământul lor și s-au stabilit acolo”.    |
| Secolul al XII-lea  | Ioan Kynnamos, secretar al împăratului Manuel Comnenul spune despre vlahi în lucrarea Epitome că "se zice că sunt coloni veniți demult din Italia." |
| Secolul al XII-lea  | Anonymus, cronicarul regelui Bela al III-lea, menționează venirea ungurilor în Panonia unde i-au găsit pe slavi și "blachi" în lucrarea Gesta Hungarorum. |
| Secolul al XIII-lea | Simon de Keza, în lucrarea Gesta Hunnorum et Hungarorum menționează faptul că în timpul lui Attila romanii s-au întors în Italia în timp ce vlahii au rămas de bună voie in Panonia. |

## Umaniști occidentali
| An   | Informație |
| ---- | --- |
| 1450 | Poggio Bracciolini, primul umanist italian care afirmă originea latină a poporului român, afirmă continuitatea elementului roman în Țările Române, locuite de o populație romană de la Traian până în prezent și care nu și-a pierdut uzul limbii latine, transformată în limba română                             |
| 1453 | Flavio Biondo a afirmat că întâlnise niște români în timp ce vizitau Roma, observând că aceștia foloseau o limbă foarte asemănătoare latinei. |
| 1501 | Lucrarea Cosmografia, scrisă de Papa Pius al II-lea, conține texte referitoare la Țările Române. Acesta precizează faptul că și-a cules informațiile de la misionarii dominicani și franciscani. De asemenea, a influențat, ca niciun alt istoric din epocă, opiniile despre originile latine ale poporului român. |
| 1554 | Umanistul polonez Stanisław Orzechowski scrie „acești daci lăsați în urmă în propria lor limbă se numesc romini, după romani, și Walachi în poloneză, după italieni” - (Włochy în poloneză însemnând Italia). |
| 1574 | Pierre Lescalopier relatează, în timpul călătoriei sale de la Veneția la Constantinopol, că cei care locuiesc în Țara Românească, Moldova și cea mai mare parte a Transilvaniei spun că sunt descendenți ai romanilor, numindu-și limba „romanechte”.                                                              |